# 프랭크 레서
프랭크 헨리 레서(영어: Frank Henry Loesser, 1910년 6월 29일~1969년 7월 28일)는 미국의 송라이터이다. 브로드웨이 연극 《아가씨와 건달들》와 《성공시대》 등의 곡을 썼다. 《아가씨와 건달들》로 두 개의 토니상을 받았다.
레서는 59세의 나이에 담배로 인한 폐암으로 사망했다.